# Бачка област
Бачка област је била административна јединица Краљевине Срба, Хрвата и Словенаца. Постојала је од 1922. до 1929. године. Административни центар области је био Нови Сад.

## Историја
Краљевина Срба, Хрвата и Словенаца је основана 1918, и првобитно је била подељена на покрајине, које су се делиле на округе и жупаније. Године 1922, уместо дотадашњих, започето је формирање нових административних јединица и земља је подељена на 33 области. Пре 1922, територија Бачке области је била део Бачко-барањске жупаније у оквиру покрајине Банат, Бачка и Барања. Године 1929, 33 области су замењене са 9 бановина, а подручје Бачке области је укључено у састав Дунавске бановине.

## Географија
Бачку област чинили су западни део Бачке и Барања. Ова област се граничила са Београдском облашћу на истоку, Сремском облашћу на југу, Осјечком облашћу на западу и са државом Мађарском на северозападу.

## Демографија
Према попису становништва из 1921. године, простор ове области био је насељен језички хетерогеним становништвом: говорници српскохрватског били су доминантни у градовима Нови Сад, Сомбор и Суботица, говорници немачког били су доминантни у срезовима Апатин, Дарда, Кула, Оџаци, Сомбор и Стара Паланка, говорници мађарског били су доминантни у срезовима Топола и Батина, док су говорници словачког били доминантни у срезу Нови Сад.

## Административна подела
Област су чинили следећи срезови:
- Апатин,
- Батина,
- Дарда,
- Оџаци,
- Кула,
- Нови Сад,
- Сомбор,
- Стара Паланка,
- Топола.

Поред ових срезова, неколико градова у области је имало посебан статус:
- Нови Сад,
- Сомбор,
- Суботица.

## Већи градови
Већи градови у саставу области били су:
- Апатин
- Кула
- Нови Сад
- Сомбор
- Стара Паланка
- Суботица
- Темерин
- Врбас

Сви ови градови се данас налазе у саставу Србије.

## Велики жупани
- Добрица Матковић — фебруар 1929. г.[тражи се извор]
- Предраг Лукић од 1927.
- Људевит Гај
- Миливоје Петровић[1]